# پادشاهان (فیلم فرانسوی ۲۰۱۷)
پادشاهان (به انگلیسی: Kings) یک فیلم درام انگلیسی زبان فرانسوی محصول سال ۲۰۱۷ به نویسندگی و کارگردانی دنیز گامزه ارگوون با بازی هلی بری و دنیل کریگ است.

## داستان
میلی دانبار (هلی بری) یک مادر مجرد با هشت فرزند خوانده در لس‌آنجلس جنوبی است. همسایه او، اوبی، تنها مرد سفیدپوست محله است. آنها با هم یک تیم بعید را در جریان شورش‌های رادنی کینگ تشکیل می‌دهند.

## انتشار
این فیلم اولین نمایش جهانی خود را در جشنواره بین‌المللی فیلم تورنتو ۲۰۱۷ در ۱۳ سپتامبر ۲۰۱۷ انجام داد. این فیلم در طول سه روز به عنوان بخشی از جشنواره بین‌المللی فیلم استکهلم که در نوامبر ۲۰۱۷ برگزار شد به نمایش درآمد. این فیلم در جشنواره فیلم تورینو در ایتالیا نمایش داده شد و قبل از افتتاحیه تا بهار ۲۰۱۸.

## تولید
ارگوون زمانی که در سال ۲۰۰۶ از مدرسه فیلم فارغ التحصیل شد، شروع به کار بر روی فیلم کرد او سه سال طول کشید تا فیلمنامه را بنویسد زیرا برای تحقیق در لس آنجلس جنوبی رفت و آمد می‌کرد. در سال ۲۰۱۱، او به کارگاه Cinéfondation در جشنواره فیلم کن دعوت شد و در آنجا با آلیس وینوکور آشنا شد. پس از تلاش برای یافتن تهیه‌کنندگان و تامین کنندگان مالی برای این پروژه، او به جای نوشتن با وینوکور و کارگردانی موستانگ ادامه داد که در سال ۲۰۱۵ منتشر شد و نامزد جایزه اسکار بهترین فیلم خارجی زبان شد. موفقیت موستانگ در نهایت به او اجازه ساخت این فیلم را داد.
فیلمبرداری اصلی در ۲۷ دسامبر ۲۰۱۶ در لس آنجلس آغاز شد. فیلمبرداری تا اواسط فوریه ۲۰۱۷ به طول انجامید.

## بازخوردها
در وب‌سایت جمع‌آوری نقد راتن تومیتوز، این فیلم بر اساس ۳۸ نقد، ۱۳٪ تأیید و میانگین امتیاز ۳٫۵ از ۱۰ را دارد. اجماع انتقادی این وب‌سایت می‌گوید: «پادشاهان دارای نیت خوب، بازیگران با استعداد و مبنایی برای یک داستان باورنکردنی مبتنی بر واقعیت هستند؛ متأسفانه، فیلم چیزی بیش از یک فرصت از دست رفته نیست.» در متاکریتیک، این فیلم بر اساس ۱۶ منتقد، میانگین وزنی ۳۴ از ۱۰۰ را دارد که نشان‌دهنده «بررسی‌های عموماً نامطلوب» است.